# Hugo Rahner
Hugo Karl Erich Rahner S.J. (3 de maio de 1900 em Pfullendorf - 21 de dezembro de 1968 em Munique) foi um teólogo jesuíta alemão e historiador eclesiástico. Ele era decano e presidente da Universidade de Innsbruck e irmão mais velho do famoso teólogo Karl Rahner.

## Vida

### Vida anterior
Rahner nasceu em 1900 em Pfullendorf, então no Grão-Ducado de Baden, uma parte do novo Império Alemão. Ingressou na Ordem dos Jesuítas em 1919 e foi enviado para Valkenburg, na Holanda, para estudos teológicos e filosóficos. Ordenado sacerdote em 1929, completou o doutorado em teologia em 1931, após o qual fez o doutorado em filosofia. A partir de 1937, lecionou na faculdade de teologia de Innsbruck (Áustria), com especialização em patrologia e história do dogma católico. Os nazistas forçaram sua renúncia e exílio nos anos 1940-1945.

### Carreira acadêmica
Após a guerra, ele foi nomeado reitor e mais tarde presidente da Universidade de Innsbruck. Seu trabalho enfocou a relação entre Igreja e Estado nos primeiros anos do Cristianismo. Munido de extensa documentação, Rahner tentou reviver o entusiasmo dos primeiros cristãos pela Igreja. Todos são chamados para a Igreja. A Igreja é chamada Kyriake, que significa "do Senhor", porque Cristo, o Senhor, é o governante. Ela tem que ensinar, em todos os séculos, a todos os estados, o que Cristo, o Senhor e governante, maravilhosamente decretou ao povo.

### Morte
Rahner começou a sofrer de mal de Parkinson em 1963, o que lentamente causou uma mudança em sua personalidade. Ele foi enviado para a residência dos jesuítas no Berchmans College, hoje Escola de Filosofia de Munique, em 1966. Após sua morte, ele foi enterrado no cemitério da comunidade jesuíta em Pullach.

## Trabalho teológico

### Mariologia
“ A grande conquista de Hugo Rahner foi a redescoberta, nos Padres, da indivisibilidade de Maria e da Igreja. - Papa Bento XVI
A mariologia de Rahner, seguindo Ambrósio de Milão, vê Maria em seu papel dentro da Igreja. Sua interpretação, baseada exclusivamente nos primeiros escritores, influenciou muito o tratamento dado pelo Vaticano II a Maria no capítulo VIII da Constituição sobre a Igreja, Lumen gentium, e o Papa Paulo VI, citando Ambrósio, declarou Maria a " Mãe dos Igreja ", título promovido ativamente pelos papas João Paulo II e Bento XVI. Este último dá crédito especificamente a Rahner a esse respeito.
À primeira vista, J. Ratzinger argumenta, pode parecer acidental que o Concílio mudou a mariologia para a eclesiologia. Mas essa relação ajuda a compreender o que realmente é "Igreja", como afirma Ratzinger: Hugo Rahner mostrou que a Mariologia era originalmente eclesiologia; a Igreja é como Maria.
A Igreja é virgem e mãe, é imaculada e carrega os fardos da história. Ela sofre e é elevada ao céu. Aos poucos a Igreja vai aprendendo que Maria é seu espelho, que ela é uma pessoa em Maria. Maria, por outro lado, não é um indivíduo isolado, que repousa em si mesma. Ela carrega o mistério da Igreja.
O Papa Bento XVI lamentou que esta unidade da Igreja e Maria, trazida à luz por Rahner, tenha sido ofuscada nos séculos posteriores, o que sobrecarregou Maria com privilégios e a removeu para uma longa distância. Tanto a mariologia quanto a eclesiologia sofreram com isso. Uma visão mariana da Igreja e uma visão eclesiológica de Maria na história da salvação conduzem diretamente a Cristo. Traz à luz o que se entende por santidade e por Deus ser humano.
Apenas uma obra sobre mariologia, Our Lady and the Church, foi traduzida para o inglês. O livro recebeu grande elogio não só do Papa Bento XVI, mas também do teólogo jesuíta americano Cardeal Avery Dulles, que disse dele: "Com clareza envolvente, este estudo pioneiro apresenta a vasta gama de metáforas bíblicas que os Padres aplicaram a Maria e a Igreja: arca da aliança, mulher valente, navio carregado de tesouros. Esta rica teologia da poesia e da imagem tem muito a dizer para nossa era mais prosaica. "

### Inácio de Loyola
Junto com Otto Karrer, Rahner contribuiu por meio de várias obras para uma visão revisada de Santo Inácio de Loyola, o fundador de sua Ordem. Rahner descreveu Inácio como um teólogo, e apontou para o significado de suas cartas às mulheres. Ao examinar os vários estágios do desenvolvimento de Inácio, ele aplicou o método histórico crítico aos documentos sobreviventes, em vez de uma abordagem hagiográfica. Nesse sentido, a obra de Rahner é considerada uma virada moderna na pesquisa sobre Inácio.

### Opiniões sobre a Igreja Primitiva
Greek Myths and Christian Mystery de Rahner, publicado pela primeira vez em seu original alemão em 1957, refuta as teorias propostas por uma série de historiadores comparativos de sua época, que afirmavam que existia uma dependência dentro do Cristianismo primitivo dos cultos dos mistérios e que a Igreja primitiva surgiu como "não mais do que um derivado genético dos cultos misteriosos”. Em contraste, enquanto Rahner reconhece que a Igreja da Antiguidade tardia adotou muitos de seus marcadores não essenciais e vestimentas ritualísticas com o misticismo pagão, todos os elementos essenciais do mistério cristão e da Igreja emergente permaneceram imaculados por influência externa e independentes da concepção. De acordo com essa visão, a presença de cultos romanos que dominavam o ambiente no qual a Igreja primitiva ganhou sua posição e eventualmente ganhou a supremacia não era necessária para a fundação da Igreja, mas apenas ajudou a moldar características e ritos da instituição sem invadir ou influenciar os princípios fundamentais do Cristianismo. Por exemplo, a análise de Rahner observa a centralidade dos corpos celestes, incluindo o Sol ( Hélios ) e a Lua (Lua) - ambas entidades de longa data de devoção de culto - no paganismo romano e no uso intencional e análogo da Igreja primitiva do Sol e da Lua como símbolos de Jesus Cristo e Maria (ou, alternativamente, a Igreja), respectivamente.

## Escritos selecionados
- Our Lady and the Church;
- Eine Theologie der Verkündigung, Freiburg 1939;
- Abendländische Kirchenfreiheit, Einsiedeln/Köln 1943;
- Mater Ecclesia - Lobpreis der Kirche aus dem ersten Jahrtausend, Einsiedeln/Köln 1944;
- Mariens Himmelfahrt und das Priestertum, Innsbruck 1951;
- Der spielende Mensch, Einsiedeln 1952;
- Die Kirche - Gottes Kraft in menschlicher Schwäche, Freiburg 1956;
- Ignatius von Loyola. Geistliche Briefe, Einsiedeln/Köln 1956;
- Ignatius von Loyola. Briefwechsel mit Frauen, Freiburg 1956;
- Griechische Mythen in christlicher Deutung, Zürich 1957/Basel 1984;
- Sinn der Geschichte - Persönlichkeit und Geschichte, Kevelaer 1959;
- Himmelfahrt der Kirche, Freiburg 1961;
- Kirche und Staat im frühen Christentum, München 1951;
- Maria und die Kirche. Zehn Kapitel über das geistliche Leben, Innsbruck 1951;
- Symbole der Kirche, Salzburg 1954;
- Abendland, Freiburg 1966.

## Literatura sobre Hugo Rahner
- Jean Daniélou und Herbert Vorgrimler: Sentire Ecclesiam - Das Bewußtsein von der Kirche als gestaltende Kraft der Frömmigkeit. Festschrift zum 60. Geburtstag von H. Rahner, Freiburg-Basel-Wien 1961 (inkl. Verzeichnis der Werke)
- Johannes Holdt: Hugo Rahner: sein geschichts- und symboltheologisches Denken, Paderborn 1997,ISBN 3-506-73956-5
- Abraham Peter Kustermann e Karl Heinz Neufeld (Hrsg.): Gemeinsame Arbeit im brüderlicher Liebe - Hugo und Karl Rahner. Dokumente und Würdigung ihrer Weggemeinschaft, Stuttgart 1993,ISBN 3-926297-48-4
- Karl Heinz Neufeld: Die Brüder Rahner: eine Biographie. Freiburg i. Br.; Basel; Wien: Herder 1994, ISBN 3-451-23466-1

## Condecorações e prêmios
- 1955 -  Grande Condecoração de Honra em Prata pelos Serviços à República da Áustria ( Grosses Silbernes Ehrenzeichen )
- 1958 - Honorável corrente do Tirol
- 1959 - Decoração Austríaca para Ciência e Arte "Pro et litteris artibus"
- 1968 - Doutorado Honorário da Universidade de Innsbruck